# Igor Orozovič

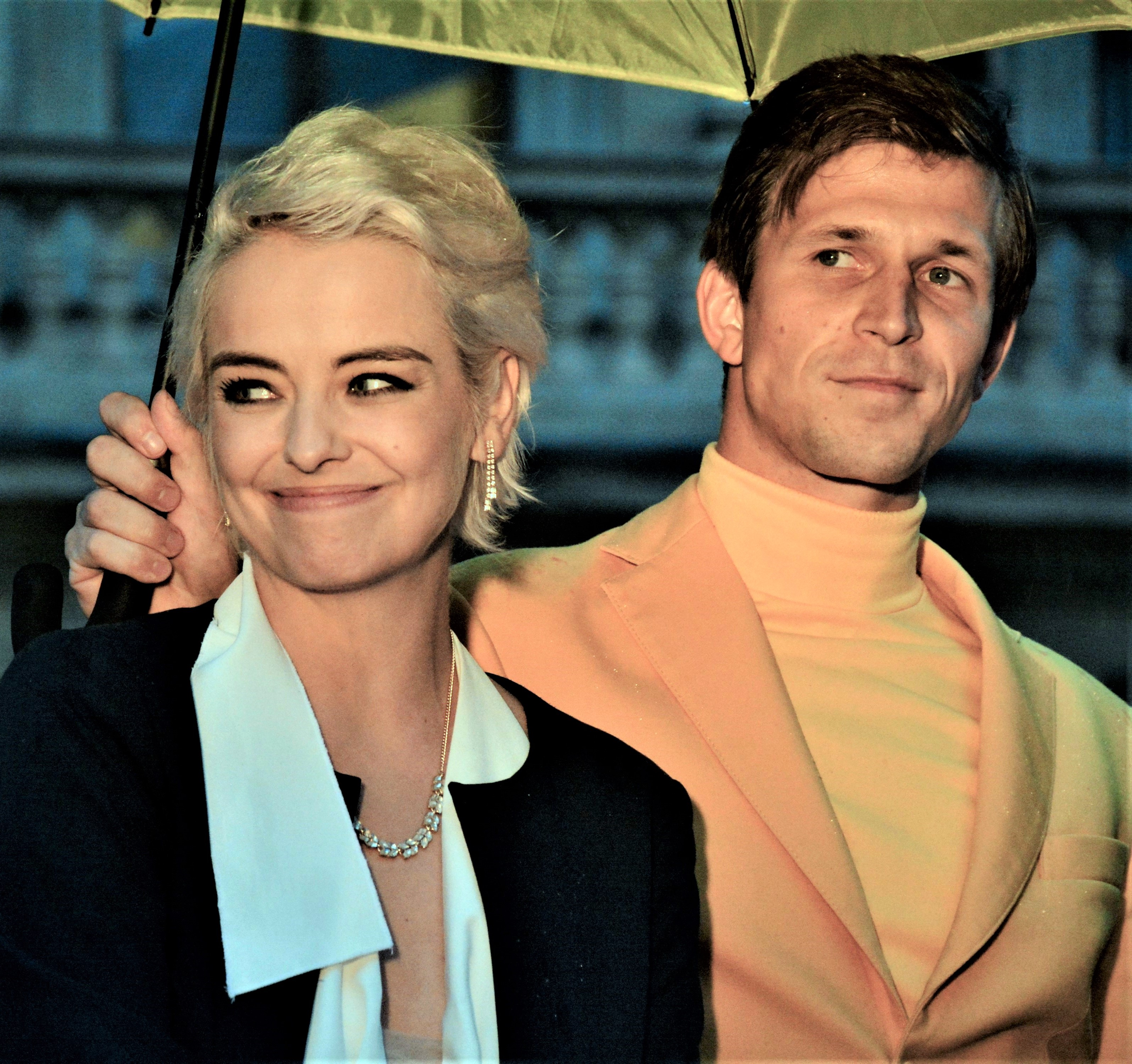
S Pavlou Beretovou při moderování akce "Zahájení 136. sezony Národního divadla" na nám. Václava Havla v Praze (2018)

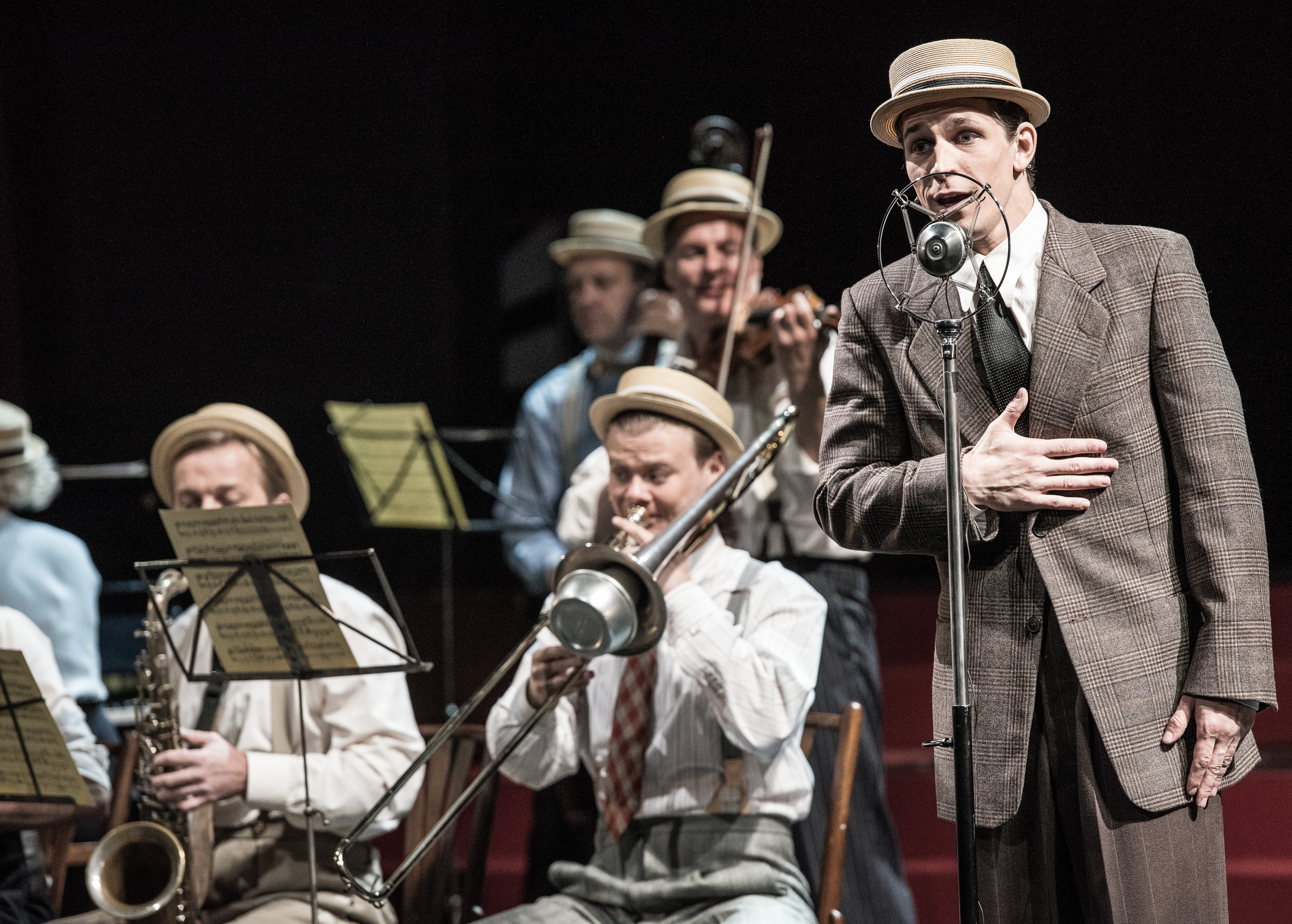
Igor Orozovič (u mikrofonu) v roli Jiřího Traxlera v inscenaci "V rytmu swingu buší srdce mé" (Národní divadlo, režie Ondřej Havelka, premiéra 2015)

Igor Orozovič (* 7. července 1984 Praha) je český herec a muzikant.
Hraje na klavír, zpívá, skládá hudbu, tančí a maluje. Hovoří anglicky, francouzsky a srbsky.

## Kariéra
Po maturitě na gymnáziu studoval dva roky muzikálové herectví na Konzervatoři Jaroslava Ježka a poté činoherní herectví na DAMU v Praze, kterou absolvoval v roce 2011 titulní rolí Molièrova Tartuffa a rolí Dr. Dorna v Čechovově Rackovi. V posledním ročníku DAMU obdržel Cenu Jiřího Adamíry, kterou uděluje Nadace Život umělce. V letech 2016 a 2017 na DAMU i herectví vyučoval.
V době studií hostoval ve Staročeských vánočních hrách Evy Kröschlové, ve studiu Saint Germain-Rock Café v Praze (Amin ve Svaté zemi), v Divadle Na prádle (Ambrož v Kříži u potoka), nebo v Divadle Ta Fantastika v Dámě s kaméliemi.
V roce 2009 prošel Igor Orozovič vítězně konkurzem na titulní roli Sofoklova Oidipa v činohře Národního divadla moravskoslezského v Ostravě a získal zde zároveň stálé angažmá.  V průběhu čtyř sezon ztvárnil například: Mozarta v Shafferově Amadeovi (2011 Nominace na Cenu Alfréda Radoka v kategorii Talent a Cena divadelního festivalu OST-RA-VAR), Orsina v Shelleyově hře Cenci, Nikolu Šuhaje v Baladě pro banditu, Števu v Její pastorkyni Gabriely Preissové, Rudu Gotheina ve Smrtihlavovi M. Walsera, Jarka Lukavského v McNallyho a Yazbekově muzikálu Donaha! (Hole dupy), Algernona ve Wildově Jak je důležité míti Filipa, Petra v Kuřačkách nebo Faraona v muzikálu A. Lloyd Webera Josef a jeho úžasný pestrobarevný plášť (2012 Nominace na Cenu Thálie v kategorii Muzikál). Od roku 2010 hrál Tybalta v ostravských Shakespearovských slavnostech a o rok později Jidáše v Evangeliu podle houslí od Pavla Helebranda.
Od roku 2013 je Igor Orozovič členem Činohry Národního divadla v Praze.
Vytvořil zde již mnoho rozmanitých rolí – například: Švandu ve Strakonickém dudákovi J. K. Tyla, Pana Cvrčka v Čapkově Ze života hmyzu, Jiřího Traxlera v revue O. Havelky V rytmu swingu buší srdce mé (2016 Nominace na Cenu Thálie v kategorii Muzikál), Vasila Soleného v Čechovových Třech sestrách, Johna Majora v Audienci u královny P. Morgana, Johna Eastmana v Noční sezoně od R. Lenkiewiczové, legionáře Kalužu v Plukovníku Švecovi R. Medka, krále v Erbenově Kytici, Oronta v Molièrově Misantropovi a také Kreóna v Sofoklově Oidipovi.
V roce 2009 založil s Milanem Šotkem a Jiřím Suchým z Tábora Cabaret Calembour, který rozvíjí poetiku divadel malých forem a literárních kabaretů. Ke všem představením píše hudbu a podílí se na textech. Soubor získal cenu Český tučňák 2012 v oboru Mladé divadlo. Cabaret Calembour našel svoji domovskou scénu v Divadle pod Palmovkou a se hrou Plejtvák, která získala Cenu Alfréda Radoka v kategorii Nejlepší původní česká hra roku 2013, pravidelně hostuje na scéně Divadla Ypsilon.
V roce 2018 vydalo nakladatelství Paseka sebrané spisy Cabaretu Calembour Všechno nejlepší, mapující deset let jeho činnosti. Kniha vedle textů obsahuje i Orozovičovy autorské ilustrace.
Igor Orozovič spolupracoval a spolupracuje i s dalšími divadly, kde vystupuje jako host: Divadlo Komedie (Lazarus – komorní muzikál od D. Bowieho a E. Walshe), Divadlo Mír (Jak důležité je mít Filipa O. Wilda), Divadlo v Dlouhé (Lucerna A. Jiráska), Kalich (Božská Sarah od J. Murella), Činoherní klub (Dostojevského Bratři Karamazovi), Studio Dva (Les od A. N. Ostrovského), Ungelt (komorní muzikál M. Skarlandtové a K. Štolby Touha jménem Einodis či Kurtizána P. Ondrucha). Od roku 2017 spolupracuje také s Jihočeskou filharmonií na koncertním provedení Balady pro banditu.
Nejen herecky, ale i autorsky se Igor Orozovič podílel spolu s Tomášem Dianiškou na inscenaci Bezruký Frantík, kterou uvádí od září 2019 Divadlo pod Palmovkou. Je autorem i scénické hudby (ve spolupráci s Ivanem Acherem), stejně jako u představení Skořápka (Ungelt), Báječná neděle v parku Crève Coeur (Kalich) nebo dříve Lov na losa (2011, Jihočeské divadlo).
Igor Orozovič účinkoval také v řadě filmů a televizních seriálů, například: Bella Mia, Nepravděpodobná romance, Zakázané uvolnění, Laputa, Fotograf, Rapl, Polda, Případ dvou sester, Živé terče, Past.
S charakteristickým hlasem Igora Orozoviče se mohou posluchači setkat v nahrávkách: Jiří Traxler – Život v rytmu swingu (2019, Supraphon); Radůza  – Uhlíř, princ a drak (2019, Supraphon); Černá Petra (2019, Český rozhlas); Balada pro banditu (2017, Radioservis); Ray Bradbury – Strom duchů (2016, Plus). S jeho hudbou určenou dětem vyšlo album Prasátko Pigy a kouzelná pohlednice plná písniček (2018, Supraphon – nominace na Audioknihu roku)
Igor Orozovič hovoří anglicky, francouzsky a srbsky. Hraje na klavír, věnuje se výtvarné práci (výstavy jeho koláží a linorytů proběhly např. v Kavárně Alibi, Alchymista…). Autorsky se podílí na hudební části speciálních večerů Národního divadla Nová krev. Také je občasným hostem pořadů Barování Sandry Novákové a Filipa Rajmonta v Malostranské besedě v Praze.

## Divadelní role, výběr
- Igor Orozovič v průběhu své herecké dráhy spolupracoval či spolupracuje s těmito scénami: Divadlo Disk, studio Saint Germain-Rock Café, A-Studio Rubín, Divadlo Na prádle, Divadlo Ta Fantastika, Jihočeské divadlo, Činoherní klub, Divadlo Ungelt, Divadlo v Dlouhé, Divadlo Kalich, Studio Dva, Divadlo Mír, Divadlo pod Palmovkou, Divadlo Komedie (Městská divadla pražská). Řadu výrazných rolí ztvárnil především ve stálém angažmá Národního divadla moravskoslezského a Národního divadla Praha, kde je od roku 2013 členem Činohry Národního divadla.

### Národní divadlo moravskoslezské
- 2009 Sofoklés: Oidipus, Oidipus, král thébský, režie Jan Mikulášek
- 2010 Peter Shaffer: Amadeus, Wolfgang Amadeus Mozart, režie Pavel Šimák
- 2010 Percy Bysshe Shelley: Cenci, režie Anna Petrželková
- 2010 Michel Legrand, Jonathan Kent, Sean Alderking: Marguerite, Saurel, 1. policista, Letec, režie Gabriela Haukvicová
- 2011 William Congreve: Velkolepost vyvolených, O'Beyda, Mirabellův komorník, režie Janusz Klimsza
- 2011 Gabriela Preissová: Její pastorkyně, Števa Buryja, režie Martin Františák
- 2011 Terrence McNally, David Yazbek: Donaha! (Holé dupy), nezaměstnaný ocelář Jarek Lukavski, režie Pavel Šimák
- 2012 Milan Uhde/Miloš Štědroň: Balada pro banditu, Nikola Šuhaj, režie Peter Gábor
- 2012 Oscar Wilde: Jak je důležité mít Filipa, Algernon Moncrieff, režie Vít Vencl
- 2012 Tim Rice, Andrew Lloyd Webber: Josef a jeho úžasný pestrobarevný plášť, Faraón, režie Gabriela Petráková
- 2012 Anna Saavedra: Kuřačky, Petr, režie Janka Ryšánek Schmiedtová
- 2012 George Bernard Shaw: Pygmalion, Freddy Eynsford Hill, režie Pavel Šimák
- 2013 William Shakespeare: Sen noci svatojánské, Demetrius, režie Peter Gábor
- 2013 Martin Walser: Smrtihlav, Ruda Goothein, režie Peter Gábor

### Národní divadlo
- 2011 Juraj Herz, Jan Drbohlav, Josef Hanzlík: Deváté srdce, Martin (j. h.), Stavovské divadlo, režie Juraj Herz
- 2014 Alexandr Nikolajevič Ostrovskij: Les, Bulanov, Stavovské divadlo, režie Michal Dočekal
- 2014 Josef Čapek, Karel Čapek: Ze života hmyzu, Cvrček, Národní divadlo, režie Daniel Špinar
- 2014 William Shakespeare: Othello, benátský mouřenín, Cassio, Stavovské divadlo, režie Daniel Špinar
- 2014 Josef Kajetán Tyl: Strakonický dudák aneb Hody divých žen, Švanda, Národní divadlo, režie Jan Antonín Pitínský
- 2015 Ondřej Havelka, Martin Vačkář: V rytmu swingu buší srdce mé, Jiří Traxler, Národní divadlo, režie Ondřej Havelka
- 2015 Anja Hillingová: Spolu/Sami, Marc, Nová scéna, režie Daniel Špinar
- 2015 Peter Morgan: Audience u královny, John Major, Stavovské divadlo, režie Alice Nellis
- 2016 René Levínský: Dotkni se vesmíru a pokračuj, Mgr. Jonáš Kristek, termitolog, Nová scéna, režie Jan Frič
- 2016 Lenka Lagronová: Jako břitva (Němcová), Doktor, Stavovské divadlo, režie Štěpán Pácl
- 2016 Anton Pavlovič Čechov: Tři sestry, Vasilij Solený, Stavovské divadlo, režie Daniel Špinar
- 2016 Carlo Goldoni: Sluha dvou pánů, Florindo Aretusi, Národní divadlo, režie Ivan Rajmont
- 2017 Rebecca Lankiewiczová: Noční sezóna, John Eastman, Stavovské divadlo, režie Daniel Špinar
- 2018 Moira Buffini: Vítejte v Thébách, Faex, Stavovské divadlo, režie Daniel Špinar
- 2018 Rudolf Medek: Plukovník Švec, Kaluža, Nová scéna, režie Jiří Havelka
- 2019 Karel Jaromír Erben: Kytice, Král, Národní divadlo, režie SKUTR (Lukáš Trpišovský a Martin Kukučka)
- 2019 Molière: Misantrop, Oront, Stavovské divadlo, režie Jan Frič
- 2019 Sofoklés: Král Oidipús, Kreón, Národní divadlo, režie Jan Frič
- 2022 William Shakespeare: Mnoho povyku pro nic, Don Juan, Stavovské divadlo, režie Daniela Špinar
- 2022 Karel Čapek: Hordubal, Mechajl Hordubal, mladší bratr Juraje, Národní divadlo, režie Michal Vajdička
- 2023 Ladislav Stroupežnický: Naši furianti, František Fiala, Národní divadlo, režie Martin Františák
- 2023 William Shakespeare: Hamlet, Claudius, Národní divadlo, režie SKUTR
- 2025 Dmitrij Krymov: Tři mušketýři a já, Mušketýr, Stavovské divadlo, režie Dmitrij Krymov

## Filmografie
| Rok         | Název                       | Role                   | Poznámky                                    |
| ----------- | --------------------------- | ---------------------- | ------------------------------------------- |
| 2009        | Přešlapy                    |                        | seriál, díl: Překvapení                     |
| 2008 - 20?? | Záhady Toma Wizarda         | Štěpán, bratr Magdy    | Televizní seriál ČT                         |
| 2008        | Anglické jahody             |                        |                                             |
| 2012        | Occamova břitva             | kriminalista           | televizní film                              |
| 2013        | Bella Mia                   | Vítek                  |                                             |
| 2013        | Nepravděpodobná romance     | Pavel Goldberg         |                                             |
| 2013        | Ordinace v růžové zahradě 2 | Radek Sýkora           | televizní seriál, epizoda: „Něco je špatně“ |
| 2014        | Kriminálka Anděl            | jachtař Lukáš          | televizní seriál, epizoda: „Jachtklub“      |
| 2014        | Zakázané uvolnění           | svědek Tomáš           |                                             |
| 2015        | Fotograf                    | mladý Jan              |                                             |
| 2015        | Laputa                      | Merlot                 |                                             |
| 2016        | Mordparta                   | ženich                 | televizní seriál, epizoda: „Nevěsta“        |
| 2016        | Rapl                        | doktor Zíka            | televizní seriál ČT                         |
| 2016        | Doktor Martin               | terapeut Marcel Michlů | televizní seriál, epizoda: „V kurníku“      |
| 2016–2020   | Polda                       | Andrej Křížek          | televizní seriál TV Prima                   |
| 2017        | Milada                      | Pepík Tůma             |                                             |
| 2019        | Případ dvou sester          | Ing. Borec             | televizní film                              |
| 2019        | Živé terče                  | Jakub Rovenský         | televizní minisérie                         |
| 2020        | Past                        | vyšetřovatel Doubek    | televizní film                              |
| 2021        | Jedině Tereza               | Tomáš Zajíček          |                                             |
| 2021        | Adam stvořitel              | Miles                  |                                             |
| 2022        | Devadesátky                 | Karel Kopáč            | televizní seriál ČT                         |
| 2022        | Řekni to psem               | Filip                  |                                             |
| 2022        | Idiot                       | Rogožin                |                                             |
| 2022        | Za vším hledej ženu         | Albert Junior          |                                             |
| 2022        | Přání k narozeninám         | Petr                   |                                             |